# La Clef des champs

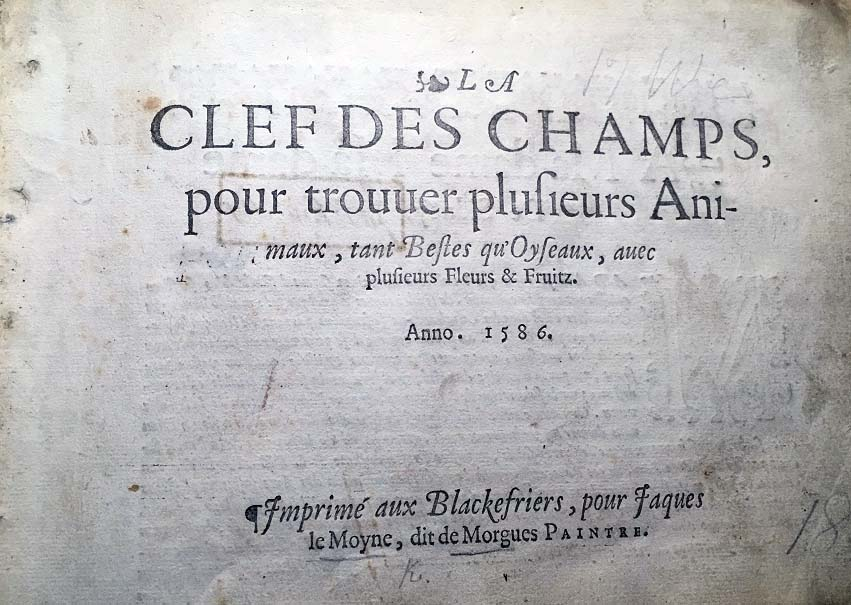
Titelseite von La Clef des champs, pour trouver plusieurs animaux, tant bestes qu'oyseaux, avec plusieurs fleurs et fruitz

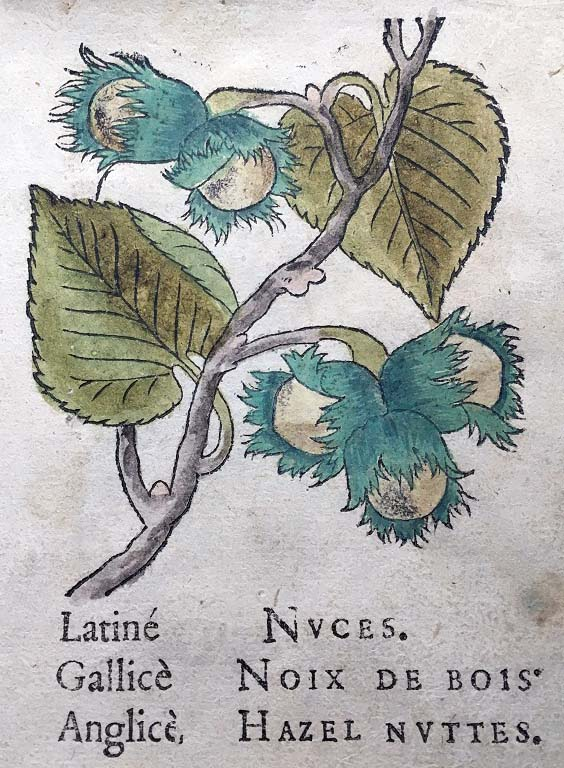
Haselnüsse

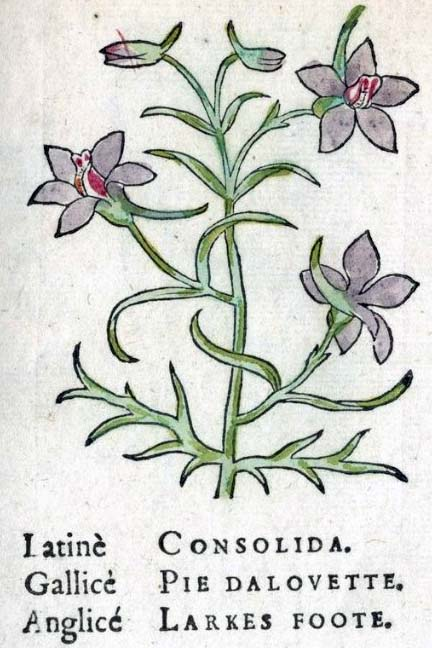
Feldrittersporn

La Clef des champs ist ein 1586 in Blackfriars veröffentlichtes Werk handkolorierter Holzstiche des Hugenotten Jacques le Moyne de Morgues (um 1533–1588). Es war als Vorlagenbuch für Maler, Graveure, Juweliere, Weber und andere Handwerker gedacht. Le Moynes Arbeit beeinflusste spätere botanische Künstler, darunter John White sowie Crispin de Passe und dessen Werk Cognoscite lilia agri quomodo crescant (um 1604), bekannter als Altera pars des Hortus floridus (1615).

## Werk
Der vollständige Titel des Werkes lautet La clef des champs, pour trouver plusieurs animaux, tant bestes qu'oyseaux, avec plusieurs fleurs et fruitz (etwa: Der Feldschlüssel, um mehrere Tiere, sowohl Wild als auch Vögel, mit mehreren Blumen und Früchten zu finden).

### Inhalt
Der Autor widmete sein Werk seiner Gönnerin Lady Mary Sydney, Countess of Pembroke. Auf die zweiseitige Epistel und das anschließende Sonett folgen 48 Holzstiche mit je zwei Einzelabbildungen. Auf je 24 Tafeln sind Säugetiere und Vögel mit deren Bezeichnungen in Latein, Französisch, Deutsch und Englisch sowie Blumen, Früchte und Gemüse mit deren Bezeichnungen in Latein, Französisch und Englisch dargestellt.

### Bekannte Exemplare
Soweit bekannt existieren von La Clef des champs lediglich drei Exemplare. Das vollständigste Exemplar ist im Besitz der Oak Spring Garden Library. Die beiden Exemplare im British Museum sind unvollständig. Das erste, mit der Katalognummern 1952,0522.1.1–48, enthält lediglich die Tafeln. Es wurde vollständig digitalisiert. Beim zweiten, das sich mit der Katalognummer C.70.aa.14 ehemals in der British Library befand, fehlt die erste Tafel. Die Abfolge der Blätter unterscheidet sich in allen drei Kopien.

## Weitere botanische Zeichnungen
1922 wurden im Bestand des Victoria and Albert Museums um 1575 entstandene 59 vorzügliche Aquarelle entdeckt, die de Morgues Fertigkeiten als botanischer Illustrator bestätigen.
1962 erwarb das British Museum ein Album mit 50 Zeichnungen von le Moyne (Katalognummern 1962,0714.1.1–51). Das Sonett auf dem ersten Blatt ist auf 1585 datiert. Das Album besteht aus einem Blatt mit Insekten und Muscheln, 48 Blättern mit Blumen und Früchten und einem Blatt mit einem Stillleben, das Früchte in einer Schale zeigt. Die Zeichnungen sind mit Aquarell- und Gouachefarben ausgeführt. Mindestens zwanzig dienten als Vorlage für die Holzstiche in La Clef des champs.